# Џејн Лу (Западна Вирџинија)
Џејн Лу (енгл. Jane Lew) град је у америчкој савезној држави Западна Вирџинија.

## Демографија
По попису из 2010. године број становника је 409, што је 3 (0,7%) становника више него 2000. године.
| Група             | 2000.       | 2010.       |
| Белци             | 393 (96,8%) | 403 (98,5%) |
| Афроамериканци    | 0 (0,0%)    | 0 (0,0%)    |
| Азијати           | 0 (0,0%)    | 1 (0,2%)    |
| Хиспаноамериканци | 5 (1,2%)    | 1 (0,2%)    |
| Укупно            | 406         | 409         |